# Román Arámbula
Román Arámbula (Guadalajara, 18 settembre 1936 – 19 marzo 2020) è stato un fumettista, illustratore e animatore messicano noto per aver continuato a realizzare la serie a strisce giornaliere di Mickey Mouse dopo il ritiro di Floyd Gottfredson.

## Biografia
Dopo gli studi iniziò a lavorare come illustratore e fumettista per dedicarsi alla realizzazione di cartoni animati prima per studi locali e poi alla Gamma Productions, che lavorava su commissione di studi statunitensi. Si trasferì negli USA negli anni settanta, prima a Dallas per lavorare con lo studio di Keitz & Herndon, e poi a Los Angeles per collaborare con la Hanna-Barbera alla realizzazione di varie serie a cartoni animanti come Scooby-Doo e Josie e le Pussycats. Iniziò a collaborare con la Western Publishing alla realizzazione di fumetti con il personaggio di Paperino e di libri illustrati con personaggi Disney e, nel 1975, gli venne assegnata la prosecuzione della serie a strisce giornaliere di Topolino dopo il ritiro di Floyd Gottfredson, incarico che mantenne fino al 1990.